# Spirit 201C
Der Spirit 201C war ein Rennwagen des britischen Motorsportteams Spirit Racing, der 1983 an der Formel-1-Weltmeisterschaft teilnahm. Mit diesem Fahrzeug kehrte Honda nach fünfzehnjähriger Pause als Motorenhersteller in die Formel 1 zurück. 

## Hintergrund
Spirit Racing wurde 1981 von John Wickham, dem bisherigen Manager des Formel-2-Werksteams von March Engineering, und dem früheren McLaren-Konstrukteur Gordon Coppuck gegründet. Das Team, das ab 1982 zunächst in der Formel-2-Europameisterschaft antrat, hatte von Beginn an enge Beziehungen zu Honda. Spirit nutzte die gleichen Werksanlagen im britischen Slough, in denen Honda zuvor sein eigenes Werksteam für die Motorradweltmeisterschaft untergebracht hatte. Zudem belieferte Honda das Spirits Formel-2-Team bereits vom ersten Jahr an mit den begehrten Sechszylindermotoren, mit denen Geoff Lees im Vorjahr überlegen Formel-2-Meister geworden war. Ab 1982 nutzte Honda die Spirit-Autos als Versuchsträger für eigene Turbomotoren, mit denen das Unternehmen in der kommenden Saison in der Formel 1 antreten wollte. In der Motorsportliteratur wird daher vermutet, dass Honda die Gründung des Spirit-Teams finanziell und organisatorisch in der Absicht unterstützte, diesen Rennstall für die Vorbereitung des eigenen Formel-1-Einstiegs zu nutzen.
Spirit trat 1983 mit dem Honda-Motor in der Formel 1 an. Das Debüt fand beim Race of Champions 1983 in Brands Hatch statt, dem bislang letzten Formel-1-Rennen ohne Weltmeisterschaftsstatus. Spirit fuhr hier mit dem Modell Spirit 201/4, einem modifizierten Formel-2-Chassis. Zu seinem ersten Weltmeisterschaftslauf meldete Spirit dann den nochmal weiterentwickelten 201C. Beobachter hatten im Laufe der Saison den Eindruck, als handele es sich bei Spirits und Hondas Engagement in diesem Jahr um einen bloßen Testbetrieb. Im Sommer 1983 schloss Honda einen langfristigen Vertrag mit dem Spitzenteam Williams F1. Spirits Hoffnung, parallel dazu als Juniorteam weiter Honda-Motoren einsetzen zu können, erfüllten sich nicht, da Frank Williams auf einer exklusiven Belieferung bestand. Spirit verlor daraufhin für 1984 den Honda-Motor, wurde aber im Folgejahr noch finanziell von Honda unterstützt. Das Team war noch bis ins Frühjahr 1985 hinein mit Motoren von Hart in der Formel 1 engagiert. Spirit galt zu dieser Zeit als das kleinste und finanzschwächste Team der Formel 1.

## Konstruktion

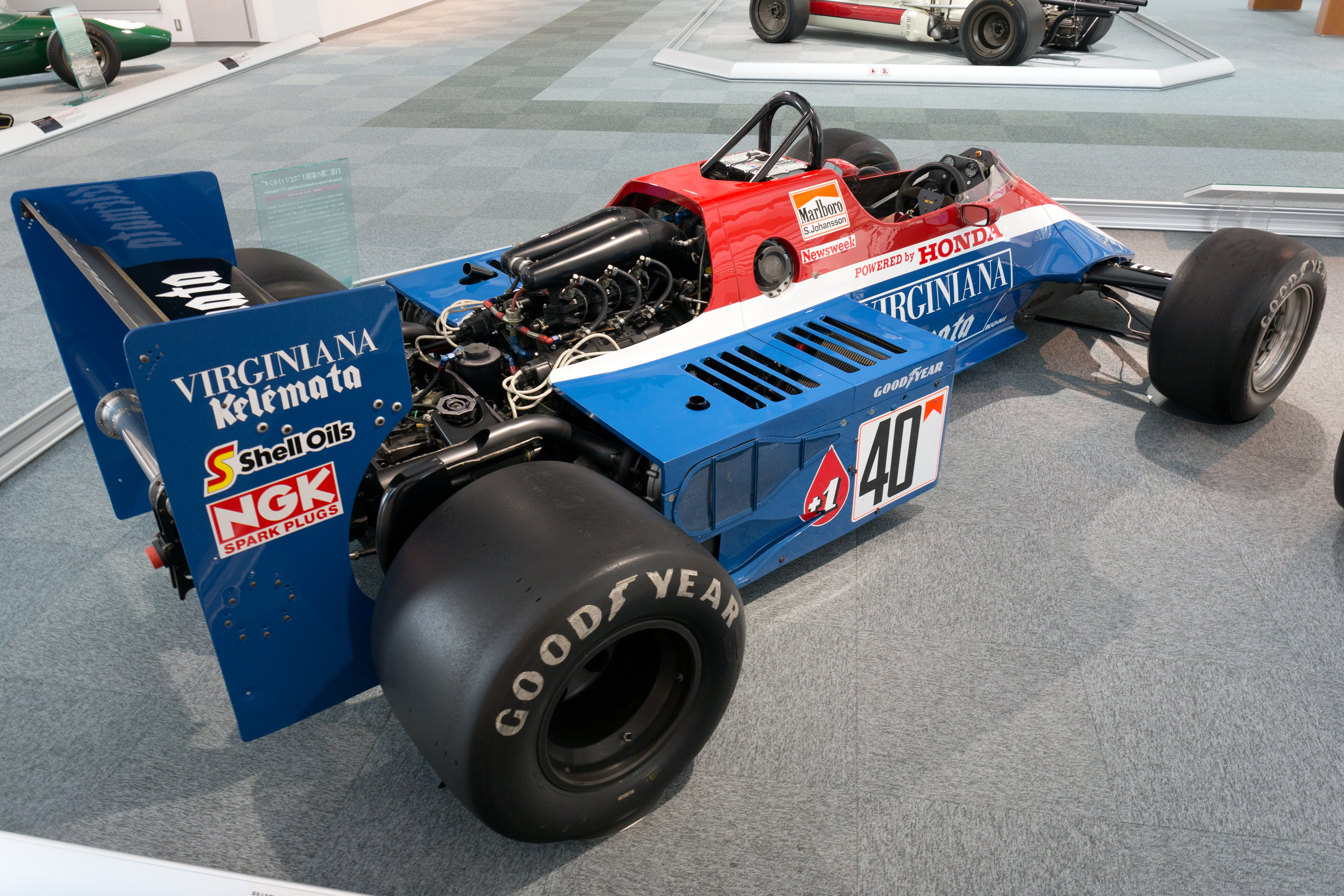
Honda-Turbomotor im Heck des Spirit 201C

Der Spirit 201C basierte auf dem Modell 201, das Gordon Coppuck 1982 für die Teilnahme an der Formel-2-Europameisterschaft konstruiert hatte. Das Chassis, die Aufhängung und die Karosserie des Vorderwagens entsprachen dem 201 von 1982, allerdings war der 201C deutlich leichter als das Basismodell und ebenfalls leichter als der nur einmal eingesetzte 201/4. Das Leergewicht wurde mit 580 kg angegeben; damit war der 201C noch immer der schwerste Wagen des Starterfeldes. Auffällig war ein großer, dreiteiliger Heckflügel, der in der ersten Version auf den Seitenkästen vor den Hinterrädern befestigt war.
Der 201C verwendete einen Honda-Sechszylindermotor vom Typ RA163-E. Die Konstruktion beruhte auf dem Formel-2-Motor RA263 von 1980. Der Motor war mit zwei Turboladern von KKK ausgestattet und hatte eine von Honda entwickelte Saugrohreinspritzung. Die Leistung wurde werksseitig mit „mehr als 600 PS“ angegeben. Das Fünfganggetriebe wurde von Hewland bezogen.

## Renneinsätze
Der Spirit 201C debütierte im Juli 1983 anlässlich des Großen Preises von Großbritannien. Das Team erschien nur mit einem Fahrzeug, das für Stefan Johansson gemeldet wurde. Im Zeittraining qualifizierte sich Johansson für den 14. Startplatz. Er war langsamer gewesen als Keke Rosberg im Williams FW08C, der noch einen Saugmotor von Cosworth verwendete, aber schneller als alle anderen Saugmotorautos und auch schneller als Nigel Mansell, der einen Lotus mit Turbomotor von Renault fuhr. Im Rennen fiel Johansson nach einem Defekt der Benzinpumpe in der 15. Runde aus. Auch beim folgenden Rennen auf dem Hockenheimring, bei dem Johansson als 13. und vorletzter Turbo-Pilot startete, führte ein Motordefekt zum vorzeitigen Ausfall. Den ersten Zieleinlauf verzeichnete Spirit-Honda beim dritten Rennen des Teams auf dem Österreichring, das Johansson mit fünf Runden Rückstand als Vorletzter auf Platz 12 beendete. In den Niederlanden lief Johansson als Siebter durchs Ziel. Beim Großen Preis von Italien fiel Johansson erneut nach einem Motordefekt vorzeitig aus, während er den Großen Preis von Europa mit zwei Runden Rückstand auf Platz 14 beendete. Das war das letzte Rennen für Spirit-Honda. 
Am Saisonfinale in Südafrika nahm das Team nicht mehr teil. Dort erschien der Honda-Motor erstmals in einem Chassis des Williams-Teams. Keke Rosberg kam im neuen Williams FW09 als Fünfter ins Ziel und fuhr damit für Honda die ersten Weltmeisterschaftspunkte nach dem Comeback ein.

## Ergebnisse
| Fahrer                          | Nr. | 1 | 2 | 3 | 4 | 5 | 6 | 7 | 8 | 9   | 10  | 11 | 12 | 13  | 14 | 15 | Punkte | Rang |
| ------------------------------- | --- | - | - | - | - | - | - | - | - | --- | --- | -- | -- | --- | -- | -- | ------ | ---- |
| Formel-1-Weltmeisterschaft 1983 |     |   |   |   |   |   |   |   |   |     |     |    |    |     |    |    | 0      | —    |
| S. Johansson                    | 40  |   |   |   |   |   |   |   |   | DNF | DNF | 12 | 7  | DNF | 14 |    | 0      | —    |

| Legende  | Legende            | Legende                                                          |
| Farbe    | Abkürzung          | Bedeutung                                                        |
| -------- | ------------------ | ---------------------------------------------------------------- |
| Gold     | –                  | Sieg                                                             |
| Silber   | –                  | 2. Platz                                                         |
| Bronze   | –                  | 3. Platz                                                         |
| Grün     | –                  | Platzierung in den Punkten                                       |
| Blau     | –                  | Klassifiziert außerhalb der Punkteränge                          |
| Violett  | DNF                | Rennen nicht beendet (did not finish)                            |
| Violett  | NC                 | nicht klassifiziert (not classified)                             |
| Rot      | DNQ                | nicht qualifiziert (did not qualify)                             |
| Rot      | DNPQ               | in Vorqualifikation gescheitert (did not pre-qualify)            |
| Schwarz  | DSQ                | disqualifiziert (disqualified)                                   |
| Weiß     | DNS                | nicht am Start (did not start)                                   |
| Weiß     | WD                 | zurückgezogen (withdrawn)                                        |
| Hellblau | PO                 | nur am Training teilgenommen (practiced only)                    |
| Hellblau | TD                 | Freitags-Testfahrer (test driver)                                |
| ohne     | DNP                | nicht am Training teilgenommen (did not practice)                |
| ohne     | INJ                | verletzt oder krank (injured)                                    |
| ohne     | EX                 | ausgeschlossen (excluded)                                        |
| ohne     | DNA                | nicht erschienen (did not arrive)                                |
| ohne     | C                  | Rennen abgesagt (cancelled)                                      |
| ohne     | keine WM-Teilnahme |                                                                  |
| sonstige | P/fett             | Pole-Position                                                    |
| sonstige | 1/2/3/4/5/6/7/8    | Punktplatzierung im Sprint-/Qualifikationsrennen                 |
| sonstige | SR/kursiv          | Schnellste Rennrunde                                             |
| sonstige | *                  | nicht im Ziel, aufgrund der zurückgelegten Distanz aber gewertet |
| sonstige | ()                 | Streichresultate                                                 |
| sonstige | unterstrichen      | Führender in der Gesamtwertung                                   |